# Charlton (West Sussex)
Charlton – osada w Anglii, w hrabstwie West Sussex, w dystrykcie Chichester. Leży 9 km na północ od miasta Chichester i 79 km na południowy zachód od Londynu.